# Медведовка (Горецкий район)
Медве́довка (бел. Мядзве́даўка) — деревня в составе Коптевского сельсовета Горецкого района Могилёвской области Республики Беларусь.

## Население
- 1999 год — 62 человека
- 2010 год — 33 человека